# (15803) Parisi
(15803) Parisi est un astéroïde de la ceinture principale découvert en 1994.

## Description
(15803) Parisi a été découvert le 7 février 1994 à l'observatoire astronomique de Farra d'Isonzo, situé dans la commune de Farra d'Isonzo, dans la province de Gorizia (Frioul-Vénétie Julienne), en Italie, par l'Observatoire astronomique de Farra d'Isonzo.

### Caractéristiques orbitales
L'orbite de cet astéroïde est caractérisée par un demi-grand axe de 2,59 UA, un périhélie de 2,10 UA, une excentricité de 0,19 et une inclinaison de 14,43° par rapport à l'écliptique. Du fait de ces caractéristiques, à savoir un demi-grand axe compris entre 2 et 3,2 UA et un périhélie supérieur à 1,666 UA, il est classé, selon la JPL Small-Body Database, comme objet de la ceinture principale.

### Caractéristiques physiques
(15803) Parisi a une magnitude absolue (H) de 13,5 et un albédo estimé à 0,353.